# پروپیل‌باربیتال
پروپیل‌باربیتال (انگلیسی: Propylbarbital) یک مشتق باربیتورات است که به عنوان یک داروی خواب‌آور استفاده می‌شود.